# Paphiopedilum sangii
Paphiopedilum sangii là một loài lan đặc hữu của miền bắc Sulawesi.